# ريبوس (لغويات)

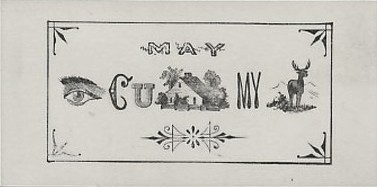
"بطاقة دعوة" على نمط "ريبوس" حوالي عام 1865، تُقرأ الصور والكلمات كالتالي:"May I see you home my dear?"، وترجمتها (هل أراك في المنزل يا عزيزي؟)

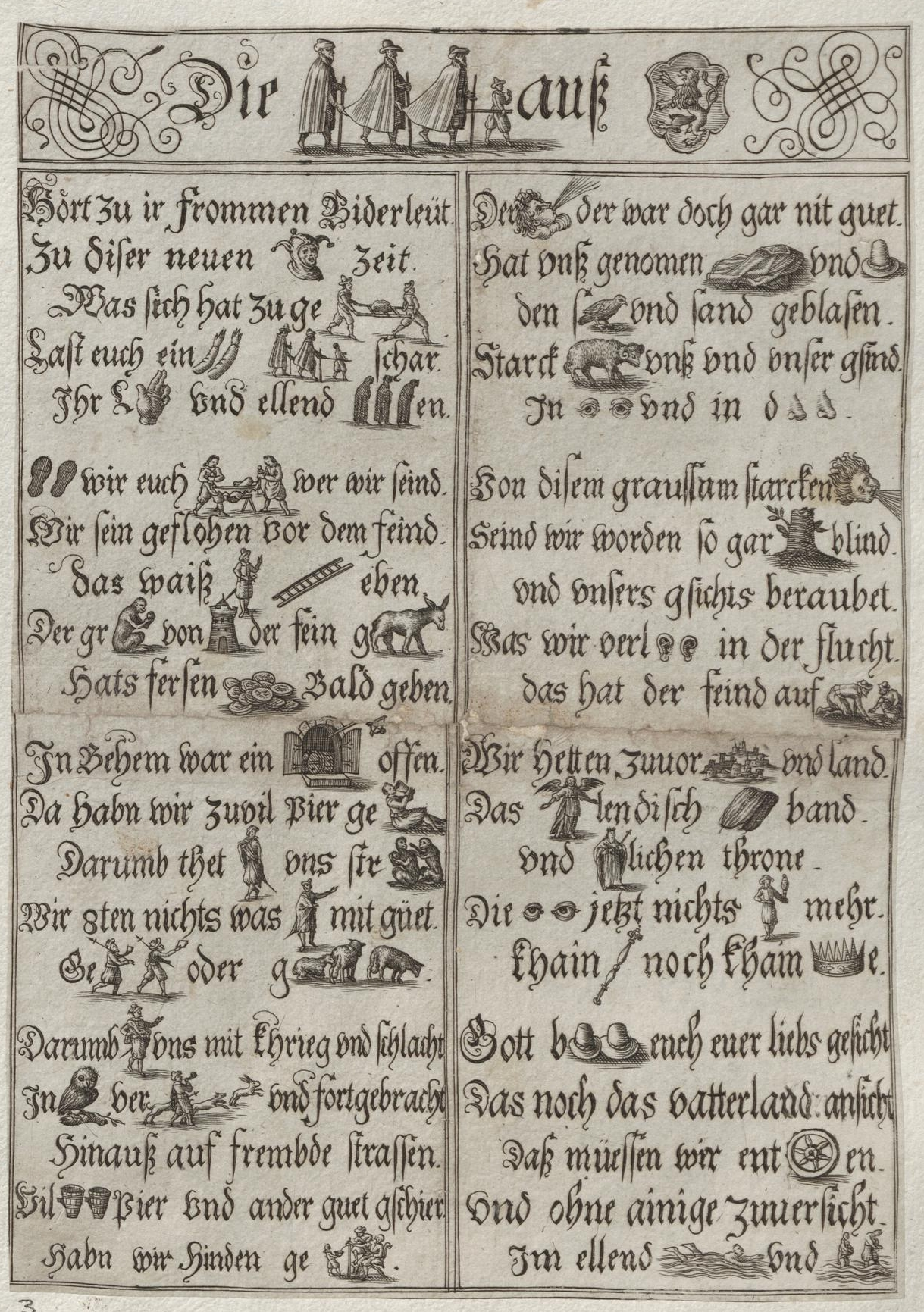
ريبوس ألماني، يعود لعام 1620.

اللغز المُصَوَّر أو ريبوس (بالإنجليزية: Rebus)‏ هو وسيلة لعمل لغز لغوي عن طريق الجمع بين الصور والحروف المنفردة لرسم كلمات أو جمل. كمثال: قد يتم تصوير كلمة "Been" عن طريق صورة نحلة "Bee" وبجانبها حرف "n". في العصور الوسطى كانت هذه هي الطريقة المفضلة للتعبير عن الألقاب باستخدام درعية.
كمثال بسيط، استخدمت ثلاثة أنواع من صور سمك السلمون (بالإنجليزية: Salmon)‏ للإشارة إلى لقب العائلة «سلمون» (بالإنجليزية: Salmon)‏. ولمثال أكثر تعقيدًا ريبوس الأسقف والتر هارت [الإنجليزية] (المتوفى 1472) من نورويتش، والذي يتكون من أيل (هارت) مستلقٍ بشكل يرمز تقليديا للمياه (والتر).
تركيب الريبوس بهذا الشكل يشير إلى الاسم أو المهنة أو الخصائص الشخصية لصاحبه، ويتكلم للمشاهد بلغة الأشياء بدون كلمات، وهو تعبير لاتيني ترجمته «ليس بالكلمات بل بالأشياء».
كلمة ريبوس أصلها (بالفرنسية: rébus)‏ و(باللاتينية: rēbus) وهي جمع مجرور لكلمة "res" وتعني الشيء أو شيء.

## في العصر الحديث

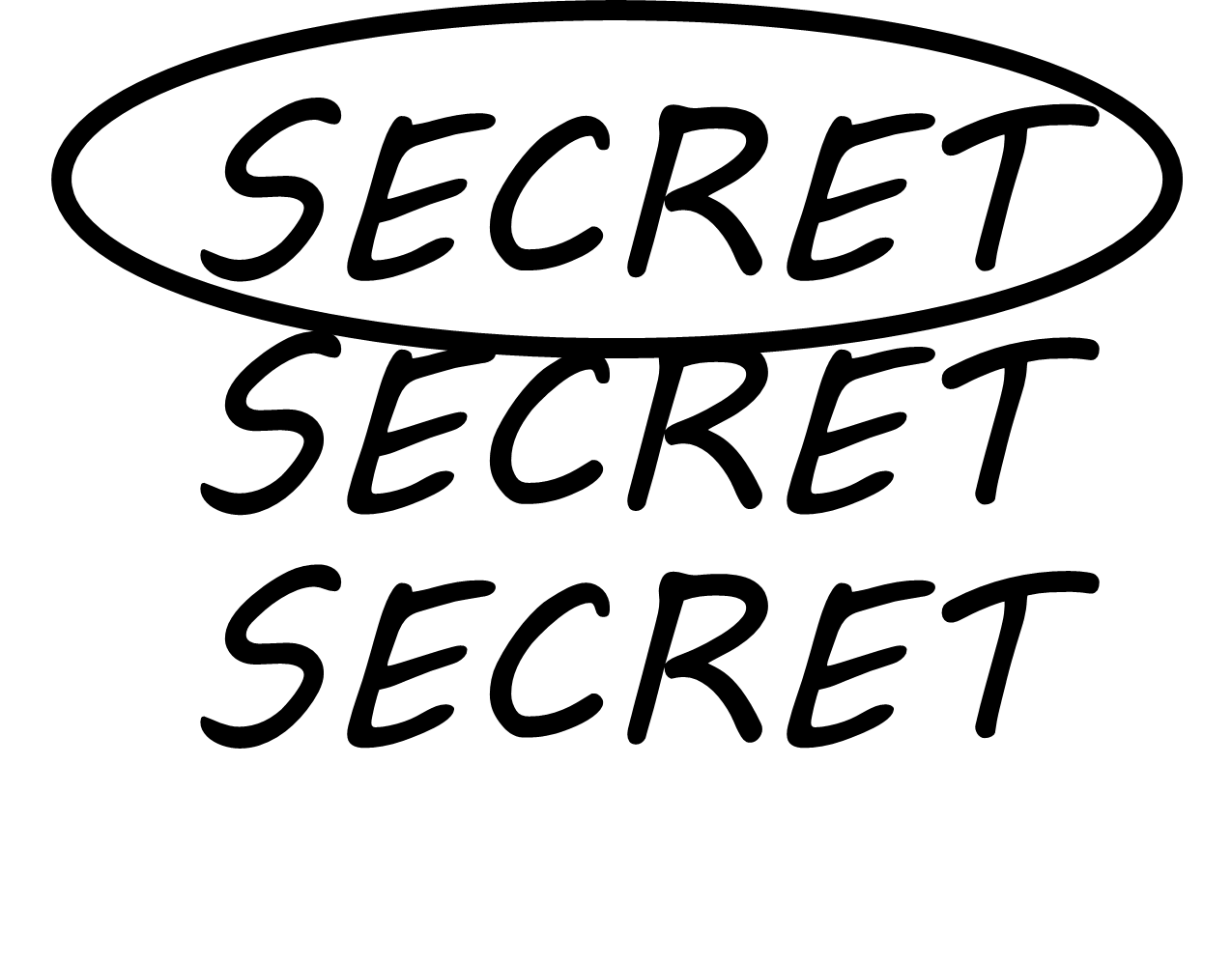
لغز كول Cole puzzle فيه كلمة سر مكررة فوق بعضها، وأعلى Top كلمة فيهم مشار إليها للدلالة على أنها سرية للغاية Top Secret

مثال حديث على ريبوس كشكل من أشكال اللعب بالكلمات:
حرف اتش H + = اسمع (بالإنجليزية: Hear)‏ أو (بالإنجليزية: Hear)‏.
بالمثل، يستخدم أيضًا وضع الكلمات أو أجزاء منها بالنسبة لبعضها البعض لنقل معنى خفي، كالمثال التالي:
p walk ark: walk in the park.
مثال آخر: ريبوس من الحرفين "CU" يعني "See You" أي «أراك» معرف أيضا ك "gramogram"، أو letteral word. يمتد هذا المفهوم أحيانًا ليشمل الأرقام (كما في "Q8" لـ «الكويث» أو "8" لـ "ate" بمعنى أكل).تستخدم الريبوسات أحيانًا في ألغاز الكلمات المتقاطعة، بأحرف متعددة أو رمز ملائم لمربع واحد.

## رسوم صورية
يشير مصطلح ريبوس أيضًا إلى استخدام الرسم الصوري لتمثيل مقطع لفظي. يشير هذا لاستخدام الرسم الصوري في الرسم الصوتي. وكانت هذه العملية أحد أهم التطورات في عملية الكتابة وشكلت بدايات تطور الأبجدية. فالهيروغليفية كمثال كانت تُقرأ بطريقة ريبوس في أبيدوس في مصر منذ عام 3400 قبل الميلاد. في بلاد ما بين النهرين، استخدم المبدأ ذاته لأول مرة في الألواح المسمارية الأولية، بداية من فترة جمدة نصر (3100 - 2900 قبل الميلاد).
أصبحت كتابة المراسلات بطريقة الريبوس شائعة في القرن الثامن عشر واستمرت حتى القرن التاسع عشر. فلويس كارول كان يكتب في مراسلته للأطفال الذين أقام صداقتهم معهم أحرفًا وألغازًا غير منطقية وأحرفًا تقرأ بطريقة صحيحة لو وضعت أمام مرآة. كانت رسائل ريبوس بمثابة نوع من الشفرة أو للتسلية.

## مبدأ ريبوس

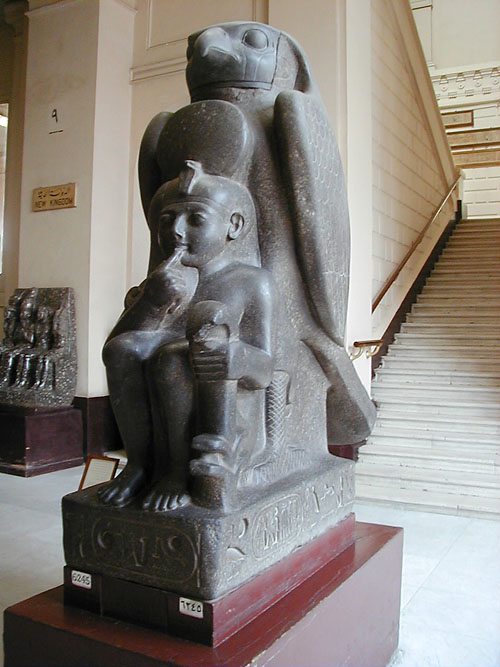
رمسيس الثاني طفلا: بالهيروغليفية: را-ميس-سو

في علم اللغة، يشير مبدأ ريبوس لاستخدام الرموز الموجودة كالصور التوضيحية، فقط كأصوات بغض النظرعن معناها، لتشكيل كلمات جديدة. استخدمت العديد من أنظمة الكتابة القديمة مبدأ ريبوس لتمثيل الكلمات المجردة، والتي من الصعب تمثيلها باستخدام الصور التوضيحية. أحد الأمثلة التي توضح مبدأ ريبوس هو جملة «يمكنني رؤيتك» (I can see you) باستخدام الصور التوضيحية لـ «عين (eye) - علبة (السيسي) - بحر (Sea) - شاة (ewe)».
يعتقد بعض اللغويين أن الصينيين طوروا نظام الكتابة الخاص بهم وفقًا لمبدأ ريبوس، وفي بعض الأحيان استخدمت الهيروغليفية المصرية نظامًا مشابهًا. على تمثال رمسيس الثاني يوجد مثال لاستخدام مبدأ ريبوس مكون من ثلاثة حروف هيروغليفية لكتابة اسم رمسيس صوتيا وهي: صورة حورس (رع)، للصوت را؛ صورة الطفل للصوت ميس. ونبات البردي (ساق نبات البردي في اليد اليسرى)، للصوت سو وبذا يتشكل الصوت را-ميس-سو "Ra-mes-su".
افترض فرويد  أن الريبوس كان الأساس لكشف المعاني الكامنة في الحلم. كتب: «الحلم هو لغز مصور من هذا النوع، وقد ارتكب أسلافنا في مجال تفسير الأحلام خطأ اعتبار الريبوس كتابة بالصور: ولذا بدا لهم غير منطقي وغير مهم».

## أمثلة تاريخية

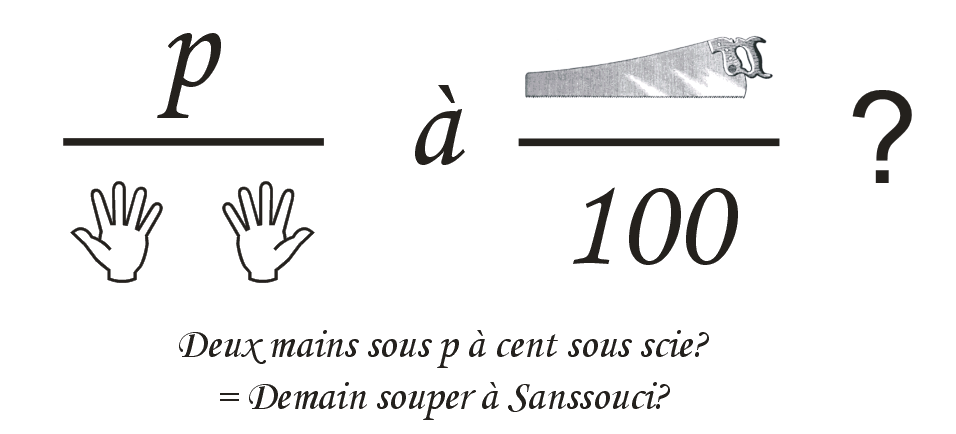
ريبوس مرسل إلى فولتير من فريدريك الكبير

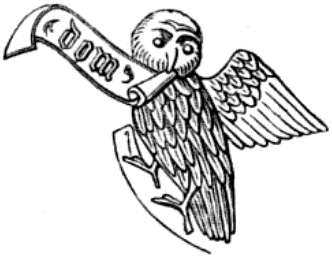
ريبوس في نقش بومة أسقف أولدهام في جدار في كاتدرائية إكستر

- يُذكر [11] أنه عندما كان فولتير ضيفًا على فريدريك الكبير في قصر سانسوسي، تبادلوا إرسال الألغاز. أرسل فريدريك صفحة بها صورتان: يدان أسفل الحرف P، ثم الرقم 100 أسفل صورة منشار يدوي، متبوعًا بعلامة استفهام. كان رد فولتير: Ga!

كانت كلتا الرسالتين عبارة عن ريبوسات باللغة الفرنسية:
"deux mains sous Pé à cent sous scie؟" «يدان تحت 'p' عند مائة تحت المنشار»
"demain souper à Sanssouci؟" «العشاء غدا في سانسوسي؟»
الرد: Gé grand, A petit! حرف G الكبير، حرف a الصغير. (j'ai grand appétit! «أنا جائع جداً!»).
- اعتمد هيو أولدهام [الإنجليزية] أسقف إكستر [الإنجليزية] في أوائل القرن السادس عشر، البومة كرمز. كانت تحمل في منقارها لفافة بها الحروف DOM، مشكلةً ريبوس يعبر عن لقبه، والذي ربما كان يُنطق في ذلك الوقت owl-dom «أولدم».[12]
- في القرن 19 وضع النحات الفرنسي جان بيير دانتان [الإنجليزية] ريبوسات على وزرة تماثيله النصفية الكاريكاتورية لتمييزها. كمثال، على تمثال فيكتور هوجو وضع فأسًا ((بالفرنسية: hache)‏ ونظقها بالفرنسية مشابه لنطق الحرف H بالفرنسية) + UG + عظمتان متقاطعتان ((بالفرنسية: os)‏ ونطقها بالفرنسية مثل حرف O الكبير). تم تمثيل هيكتور بيرليوز بالأحرف BER منخفضة على الوزرة، ثم وضع سرير ((بالفرنسية: lit)‏ بمعنى سرير، لـلحرفين "li") مرتفع نسبيًا على الوزرة (لتعطي معنى "haut" الكلمة الفرنسية ومعناها مرتفع) وتنطق بحرف "h" صغير صامت وحرف " t " صامت، وبذا تنطق كحرف "O" الكبير).[13]
- انتشرت ريبوسات الكتاب المقدس مثل الكتاب المقدس الهيروغليفي [الإنجليزية] في أواخر القرن الثامن عشر لتعليم قراءة الكتاب المقدس للأطفال.[14]
- وجد الفرنسيسكان الذين تفاعلوا مع المجموعات الناطقة بلغة الناواتل أن Cholultecans استخدموا مبادئ ريبوس لتسجيل المعلومات باللغة اللاتينية. تعلم Cholultecans الصلاة الربية (أبانا) عن طريق رسم صور ل pantli (بلغة الناواتل يعني علم أو راية) لتمثيل الأب (باللاتينية: Pater) وصورة من التين الشوكي بلغة الناواتل nochtli، لتمثيل كلمة (باللاتينية: noster) بمعنى نحن. كان يُنظر إلى هذه الممارسة على أنها تقوية للأدب المرسوم لدى الناس.[15]

## روابط خارجية
- كيفية حل ألغاز ريبوس .
- مثال على استخدام الأحرف الصينية لكتابة اللغة الإنجليزية.
- موقع مراجعة الموسيقى عبر الإنترنت La Folia يقدم ريبوسات مشتقة من أسماء الملحنين
- مولدات ريبوس عبر الإنترنت، تقوم تلقائيًا بتحويل أي نص إلى ريبوس:
  - festisite.com
  - rebus.club .
  - rebus1.com .
- مجموعة من ألغاز الريبوس.